# Kurubarahalli, Chintamani
Kurubarahalli là một làng thuộc tehsil Chintamani, huyện Chikkaballapur, bang Karnataka, Ấn Độ.